# Список умерших в 1152 году

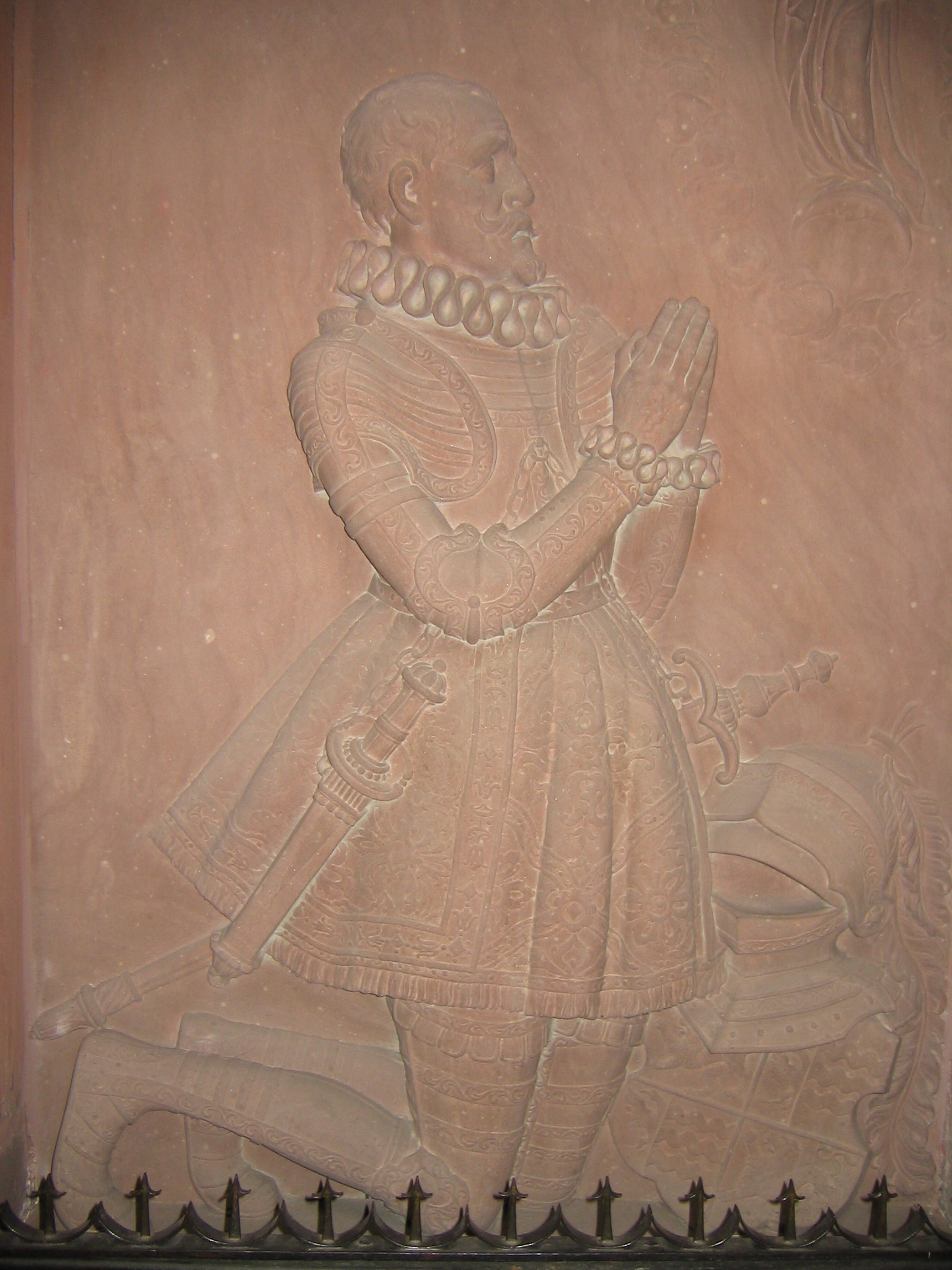
Конрад Церингенский

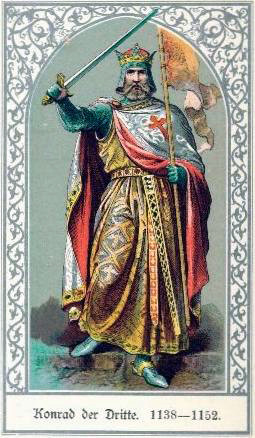
Конрад III

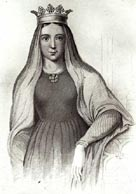
Матильда I

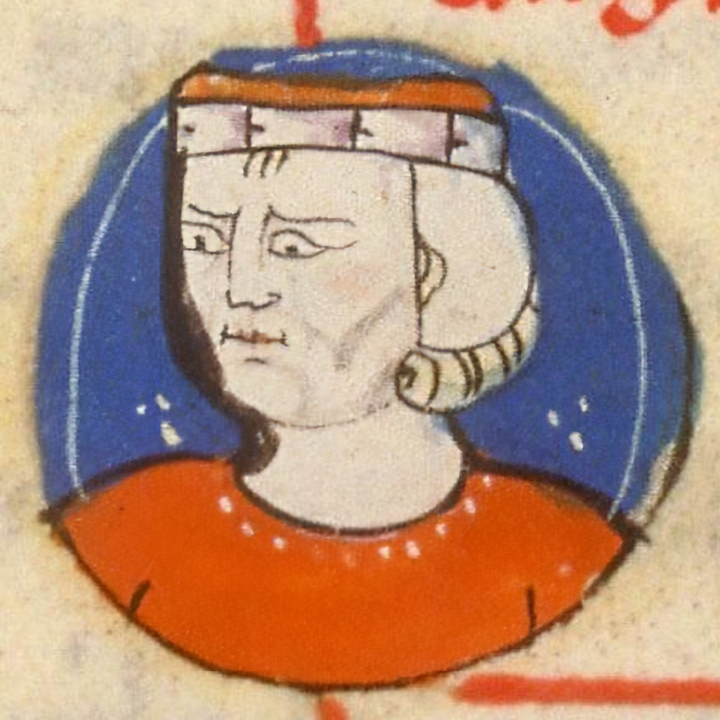
Тибо II Великий

В этой статье представлен список известных людей, умерших в 1152 году.
См. также: Категория:Умершие в 1152 году

## Январь
- 8 января — Конрад Церингенский — герцог Церингенский (1122—1152), ректор (наместник) Бургундии (1127—1152)
- 15 января — Фридрих I фон Веттин[нем.] — архиепископ Магдебурга (1142—1152)
- 18 января — Альберо фон Монтрёль[англ.] — архиепископ Трира (1131—1152)
- 29 января: 
  - Герман II фон Винценбург — граф Винценбурга (с 1122), пфальцграф Саксонии (1129—1130);
  - Лиутгарда Зальцведельская — королева-консорт Дании (1144—1146), жена короля Эрика III, после его смерти — жена Германа II фон Винценбурга.

## Февраль
- 15 февраля — Конрад III — герцог Франконии (1116—1138), король Италии и антикороль Германии (1127—1135), первый король Германии из династии Гогенштауфенов (1138—1152), участник второго крестового похода

## Апрель
- 16 апреля — Пеан[англ.] — епископ Познани (1146—1152)

## Май
- 3 мая — Матильда I — графиня Булонская (1125—1152), королева-консорт Англии (1135—1141, 1141—1152), жена Стефана Блуаского

## Июнь
- 12 июня — Генрих Шотландский, граф Хантингдон — англо-шотландский аристократ, сын и наследник Давида I, короля Шотландии, граф Хантингдон (1130—1138, 1138—1141), граф Нортумбрии (1139—1152)

## Август
- 1 августа — Альбрехт I Мейсенский[нем.] — епископ Мейсена (1150—1152)
- 6 августа — Гильберт фон Аффлигем[нем.] — первый аббат самостоятельного Лаахского аббатства (1138—1152) (с 1127 приор монастыря)

## Сентябрь
- 13 сентября — Масуд ибн Мухаммад[англ.] — султан Ирака, великий шаханшах (1133—1152)

## Октябрь
- 8 октября — Тибо II Великий — граф Блуа, Граф Шатодёна, граф Шартра, граф Мо и сеньор Сансерра (1102—1152), граф Шампани (1125—1152)
- 14 октября — Рауль I де Вермандуа — граф Вермандуа и граф Валуа (1102—1152), регент Франции (1147—1148)
- 24 октября — Жослен де Вьерзи[англ.] — французский епископ Суассона (1126—1152), богослов и композитор

## Ноябрь
- 13 ноября — Уильям де Сент-Барб — англо-нормандский прелат, декан Йорка (1135—1143), епископ Дарема (с 1144).

## Дата неизвестна или требует уточнения
- Айнуддевле бен Мелик Гази — сын третьего правителя эмирата Данышмендидов, Мелика Гази; правитель Малатьи (1142/43—1152).
- Бернардо де Ажен[исп.] — первый епископ Сигуэнсы после её освобождения (1121—1152)
- Бернхард фон Штюбинг[нем.] — аристократ из Граца, основатель замка Шлоссберг
- Боттига Вишнувардхана[англ.] — правитель империи Хойсала (1108—1152).
- Гуго I — граф фон Наголд (под именем Гуго V), первый пфальцграф Тюбингена (с 1146).
- Николай IV Музалон — Константинопольский патриарх (1147—1151)
- Раймунд II — граф Триполи (1137—1152), убит ассасинами
- Раймундо Толедский[исп.] — архиепископ Толедо (1126—1152), основатель Толедской школы переводчиков.
- Яхья ибн Абд аль-Азиз[англ.] — последний султан Хаммадидов (1121—1152)